# بوخونال دو ایبور
بوخونال دو ایبور (به اسپانیایی: Bohonal de Ibor) یک منطقهٔ مسکونی در اسپانیا است که در استان کاسرس واقع شده‌است. بوخونال دو ایبور ۶۴ کیلومتر مربع مساحت دارد ۳۵۸ متر بالاتر از سطح دریا واقع شده‌است.